# Kanton Béziers-2
Béziers-2 is een kanton van het Franse departement Hérault. Het kanton maakt deel uit van het arrondissement Béziers.

## Gemeenten
Het kanton Béziers-2 omvatte tot 2014 de volgende gemeenten:
- Bassan
- Béziers (deels, hoofdplaats)
- Boujan-sur-Libron
- Cers
- Lieuran-lès-Béziers
- Portiragnes
- Villeneuve-lès-Béziers

Bij de herindeling van de kantons door het decreet van 26 februari 2014, met uitwerking op 22 maart 2015, werd het kanton vervangen door een nieuw kanton gevormd door samenvoeging van de (oude) kantons Béziers-1 en Béziers-3.
Het omvat bijgevolg sindsdien deze gemeenten:
- Béziers ( centraal en noordwestelijk deel )
- Corneilhan
- Lignan-sur-Orb